# Ollie Millroy
 (mai 2023).
Si vous disposez d'ouvrages ou d'articles de référence ou si vous connaissez des sites web de qualité traitant du thème abordé ici, merci de compléter l'article en donnant les références utiles à sa vérifiabilité et en les liant à la section « Notes et références ».
Oliver « Ollie » Millroy, né le 21 avril 1990 à Windsor au Royaume-Uni, est un chef d'entreprise et pilote automobile britannique. Il participe à des épreuves d'endurance au volant de voitures de Grand tourisme dans des championnats tels que le championnat du monde d'endurance, le WeatherTech SportsCar Championship, l'Asian Le Mans Series, l'International GT Open et la Michelin Le Mans Cup.
Il a remporté le championnat Asian Le Mans Series dans la catégorie GT3 en 2022.

## Palmarès

### Résultats aux24 Heures du Mans
| Année | Écurie           | Copilotes                   | Voiture             | Classe   | Tours | Pos. | Class Pos. |
| ----- | ---------------- | --------------------------- | ------------------- | -------- | ----- | ---- | ---------- |
| 2021  | Inception Racing | Ben Barnicoat Brendan Iribe | Ferrari 488 GTE Evo | LMGTE Am | 327   | 41e  | 12e        |
| 2022  | Team Project 1   | Ben Barnicoat Brendan Iribe | Porsche 911 RSR-19  | LMGTE Am |       |      |            |

### Résultats aux24 Heures de Daytona
| Année | Écurie                                   | Copilotes                                       | Voiture          | Classe | Tours | Pos. | Class Pos. |
| ----- | ---------------------------------------- | ----------------------------------------------- | ---------------- | ------ | ----- | ---- | ---------- |
| 2022  | Inception Racing avec Optimum Motorsport | Brendan Iribe Jordan Pepper Frederik Schandorff | McLaren 720S GT3 | GTD    | 705   | 27e  | 5e         |

### Résultats enChampionnat du monde d'endurance
| Année | Écurie           | Châssis             | Moteur                        | Classe   | 1     | 2   | 3         | 4     | 5   | 6   | Position | Points |
| ----- | ---------------- | ------------------- | ----------------------------- | -------- | ----- | --- | --------- | ----- | --- | --- | -------- | ------ |
| 2021  | Inception Racing | Ferrari 488 GTE Evo | Ferrari F154CB 3,9 L V8 Turbo | LMGTE Am | SPA   | POR | MNZ Forf. | LMS 8 | BHR | BHR |          | 0      |
| 2022  | Team Project 1   | Porsche 911 RSR-19  | Ferrari F154CB 3,9 L V8 Turbo | LMGTE Am | SEB 3 | SPA | LMS       | MNZ   | FUJ | BHR | 8e*      | 6*     |

* Saison en cours.

### Résultats enWeatherTech SportsCar Championship
| Année | Écurie                                   | Châssis          | Moteur                          | Classe | 1   | 2   | 3     | 4   | 5   | 6   | 7   | 8   | 9   | 10  | 11  | 12  | 13  | Position | Points |
| ----- | ---------------------------------------- | ---------------- | ------------------------------- | ------ | --- | --- | ----- | --- | --- | --- | --- | --- | --- | --- | --- | --- | --- | -------- | ------ |
| 2022  | Inception Racing avec Optimum Motorsport | McLaren 720S GT3 | McLaren M840T 4,0 l V8 Bi-Turbo | GTD    | DAY | DAY | SEB 5 | LBH | LGA | MOH | BEL | WGL | MOS | LIM | ELK | VIR | ATL | 7e*      | 544*   |
| 2022  | Inception Racing avec Optimum Motorsport | McLaren 720S GT3 | McLaren M840T 4,0 l V8 Bi-Turbo | GTD    | Q 7 | R 5 | SEB 5 | LBH | LGA | MOH | BEL | WGL | MOS | LIM | ELK | VIR | ATL | 7e*      | 544*   |

* Saison en cours.

### Résultats enEuropean Le Mans Series
| Année | Écurie        | Voiture    | Moteur            | Classe | 1     | 2     | 3     | 4        | 5     | Total | Pos. |
| ----- | ------------- | ---------- | ----------------- | ------ | ----- | ----- | ----- | -------- | ----- | ----- | ---- |
| 2013  | Ecurie Ecosse | BMW Z4 GT3 | BMW 4,4 L V8 Atmo | GTC    | SIL 1 | IMO 3 | RBR 3 | HUN Abd. | LEC 4 | 67    | 3e   |

### Résultats enAsian Le Mans Series
| Année     | Écurie                                   | Châssis          | Moteur                           | Classe | 1        | 2     | 3      | 4     | Position | Points |
| --------- | ---------------------------------------- | ---------------- | -------------------------------- | ------ | -------- | ----- | ------ | ----- | -------- | ------ |
| 2014      | AAI-Rstrada                              | BMW Z4 GT3       | BMW 4,4 L V8 Atmo                | GT     | AUT 3    | FUJ   | SHA 2  | SEP 2 | 4e       | 52     |
| 2015-2016 | Team AAI                                 | BMW Z4 GT3       | BMW 4,4 L V8 Atmo                | GT     | FUJ Abd. | SEP 2 | BUR 3  | SEP 2 | 4e       | 51     |
| 2016-2017 | Team AAI                                 | McLaren 650S GT3 | McLaren M838T 3,8 l V8 Bi-Turbo  | GT     | ZHU Abd. |       |        |       | 8e       | 31     |
| 2016-2017 | Team AAI                                 | BMW M6 GT3       | BMW P63 4,4 L V8 Bi-Turbo        | GT     |          | FUJ 3 | BUR 5  | SEP 7 | 8e       | 31     |
| 2017-2018 | FIST-Team AAI                            | Mercedes-AMG GT3 | Mercedes-Benz M159 6,2 L V8 Atmo | GT     | ZHU 2    |       |        |       | 2e       | 78     |
| 2017-2018 | FIST-Team AAI                            | Ferrari 488 GT3  | Ferrari F154CB 3,9 L V8 Turbo    | GT     |          | FUJ 1 | BUR 3  | SEP 2 | 2e       | 78     |
| 2021      | Inception Racing avec Optimum Motorsport | McLaren 720S GT3 | McLaren M840T 4,0 l V8 Bi-Turbo  | GT     | DUB 2    | DUB 6 | ABU 10 | ABU 2 | 4e       | 45     |
| 2022      | Inception Racing avec Optimum Motorsport | McLaren 720S GT3 | McLaren M840T 4,0 l V8 Bi-Turbo  | GT     | DUB 1    | DUB 2 | ABU 2  | ABU 6 | 1re      | 70     |